# Municipio de Alotenango
Municipio de Alotenango är en kommun i Guatemala.   Den ligger i departementet Departamento de Sacatepéquez, i den sydvästra delen av landet, 40 km sydväst om huvudstaden Guatemala City.